# کروپه (استان ماسوویان)
کروپه (به لهستانی:  Krupy) یک روستا در لهستان است که در گمینا کوسوف لاتسکی واقع شده‌است.
 کروپه  ۵۵ نفر جمعیت دارد.